# Bindevokal
Bindevokal ist in der Sprachwissenschaft (Linguistik) ein Vokal, der auf Grund seiner Position im Wort eine verbindende Funktion einnimmt. Der Begriff kann aber recht unterschiedliche Dinge bezeichnen. Er steht für:
- Fugenelemente, z. B. -e- in Hund-e-gebell, oder aber der
- Stammvokal, wenn er als Suffix an den Wortstamm tritt und das Wort dadurch einer Deklinationsklasse zuweist, etwa der „a-Deklination“, „i-Deklination“ usw., oder auch der
- Themavokal, der als stammbildendes Element (Suffix) der Verben verwendet wird.

## Erläuterungen

### Bindevokal als Stammvokal bei Substantiven
Die Wortstruktur von Substantiven im Indogermanischen besteht in der Regel aus einer Wurzel, einem stammbildenden Element und einer Flexionsendung. Wenn das stammbildende Element ein Konsonant ist, liegt eine konsonantische Deklination vor, sonst eine vokalische. So kommt es zu Begriffen wie „a-Deklination“, „i-Deklination“ und andere. Der indogermanische Akkusativ von Wörtern der späteren germanischen a-Deklination lautete auf Wurzel + stammbildenden Bindevokal „-o-“ (oder auch „-e-“) + Flexionsendung „-m“. Stammbildendes Element und Flexionsendung sind nach und nach geschwunden, so dass beispielsweise im Gotischen der Akkusativ Singular des Wortes für „Tag“ einfach nur „dag“ (den Tag) lautet.

### Bindevokal als Themavokal bei Verben
Die Wortstruktur starker Verben im Indogermanischen besteht aus Wurzel, Bindevokal und Flexionsendung. Die indogermanische Form „bher-e-si“ (du trägst) hat die Wortwurzel „bher-“, den Bindevokal (Themavokal) „-e-“ und die Flexionsendung „-si“. Diese Form erscheint im Gotischen als „baíris“, im Althochdeutschen als „biris“. Der Wortstamm solcher Verben besteht also aus „Wurzel“ + „Bindevokal“ (Themavokal); erst hieran tritt die Flexionsendung. Daneben gibt es auch eine „athematische“ Konjugationsweise, bei der also wie z. B. beim Verb „sein“ die Endung ohne Bindevokal an die Wurzel des Wortes angehängt wird.